# Occhio per occhio (singolo)
Occhio per occhio è un singolo della cantante italiana Anna Tatangelo. 

## Descrizione
Il brano è stato scritto da Gigi D'Alessio, composto da Ettore Grenci e arrangiato da Adriano Pennino. La canzone segna il ritorno nel mercato musicale di Tatangelo dopo due anni di pausa e anticipa il nuovo album di inediti della cantante Libera, uscito nel 2015. Il brano e il relativo videoclip sono stati entrambi pubblicati il 22 marzo 2013.
Il singolo è stato lanciato lo stesso giorno nel mercato latino-americano nella versione di Tatangelo, mentre in Spagna e nel Regno Unito la canzone è stata interpretata dalla cantante venezuelana Aneeka dove i titoli sono stati rispettivamente Ojo por ojo nel primo e Eye for an Eye nel secondo Paese.
La canzone è una dichiarazione di guerra che una donna molto ferita fa al suo compagno che viene definito «falsamente innamorato»; un attacco a chi non le ha prestato attenzione e non le ha donato amore e che ora si merita di essere ripagato con la stessa moneta, occhio per occhio dente per dente appunto.

## Video musicale
Il videoclip della canzone è stato diretto da Cosimo Alemà e coreografato da Steve La Chance. È stato pubblicato sul canale Vevo della cantante il 22 marzo 2013, lo stesso giorno della pubblicazione del singolo.

## Tracce
Testi e musiche di Gigi D'Alessio, Ettore Grenci e Adriano Pennino.
Download digitale
1. Occhio per occhio – 3:31

## Formazione
- Anna Tatangelo - voce
- Maurizio Fiordiliso - chitarra
- Alfredo Golino - batteria
- Roberto D'Aquino - basso
- Adriano Pennino - tastiera
- Claudia Arvati, Fabrizio Palma, Rossella Ruini - cori

## Classifiche
| Classifica (2013)         | Posizione massima |
| ------------------------- | ----------------- |
| Italia                    | 54                |
| Italia (airplay)          | 40                |
| Italia (airplay italiane) | 17                |